# Žiga Smrtnik
Žiga Smrtnik (* 1. února 1994, Lublaň, Slovinsko) je slovinský fotbalový útočník a mládežnický reprezentant, který hraje v klubu FC Koper.

## Klubová kariéra
Ve Slovinsku začal s profesionálním fotbalem v klubu FC Koper.

## Reprezentační kariéra
Žiga Smrtnik působil ve slovinských mládežnických reprezentačních výběrech U17, U18, U19. Hrál v kvalifikaci na mistrovství Evropy ve fotbale hráčů do 17 let.